# تيتسويا هارادا
تيتسويا هارادا هو متسابق دراجات نارية ياباني فاز ببطولة سباق الجائزة الكبرى للدراجات النارية. نافس في سباقات بطولة العالم لفئة 500 سي سي ولفئة 250 سي سي ولفئة 50 سي سي. كما شارك في بطولة العالم للموتو جي بي.

## البطولات
- سباق الجائزة الكبرى للدراجات النارية 1993

## روابط خارجية
- تيتسويا هارادا على موقع MotoGP.com (الإنجليزية)